# 食行身禄

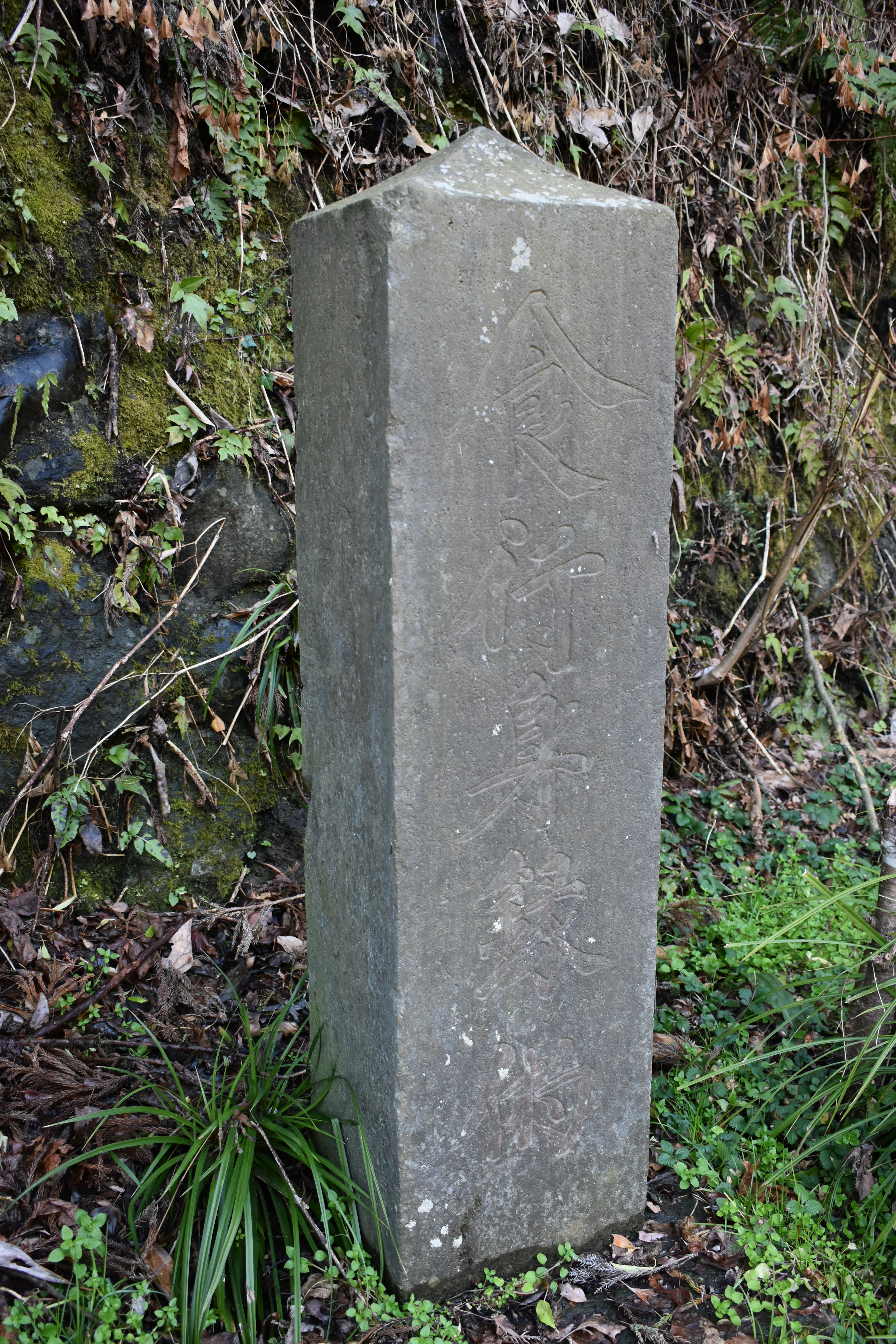
食行身禄の供養碑（白糸の滝付近）

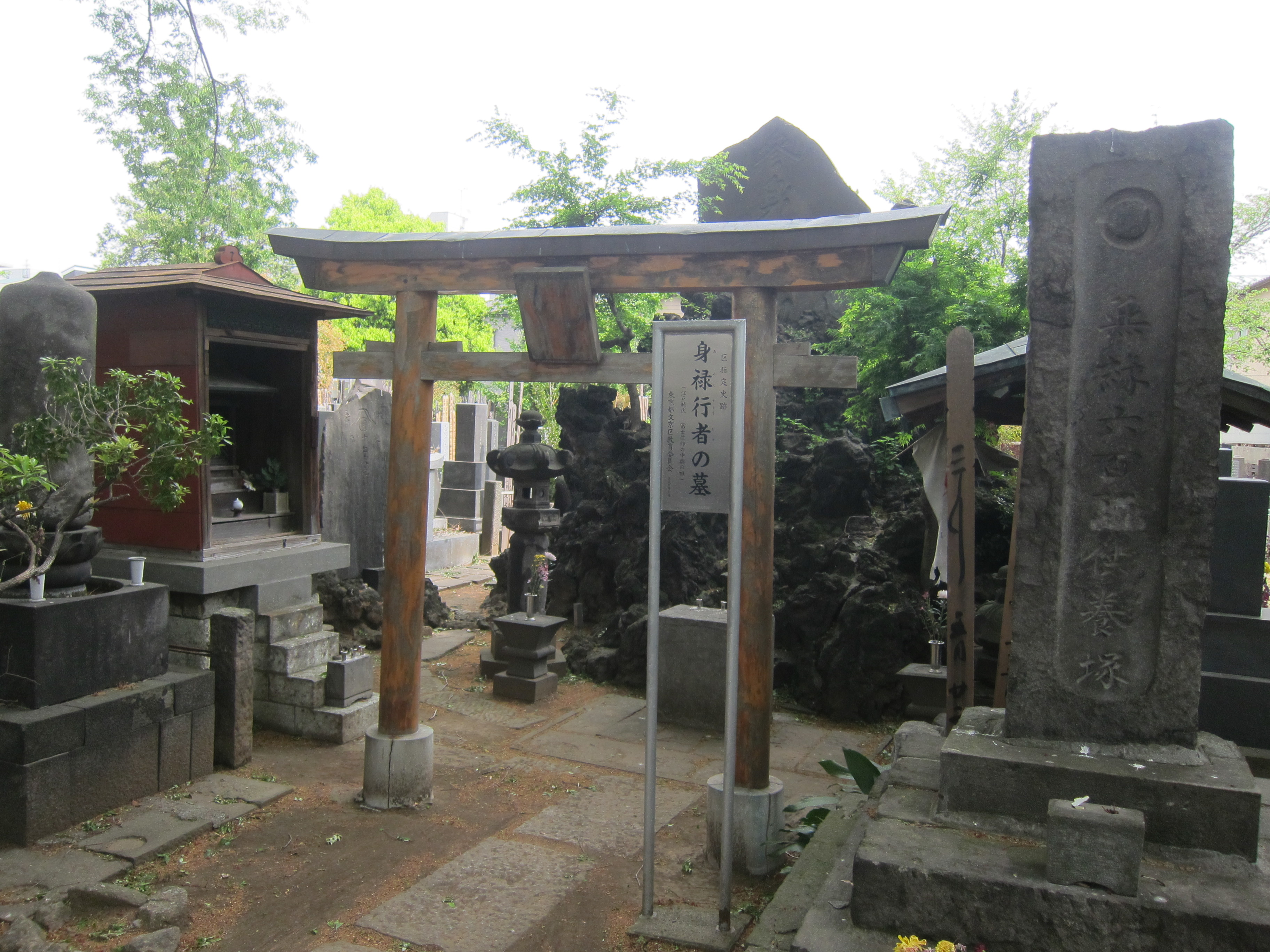
身禄行者の墓

食行 身禄（じきぎょう みろく、寛文11年1月17日〈1671年2月26日〉 - 享保18年7月13日〈1733年8月22日〉）は、日本の宗教家。富士講の指導者。本名は伊藤 伊兵衛（）で、食行身禄は行名（富士講修行者としての名前）。伊藤食行身禄、伊藤食行とも。
伊勢国一志郡美杉村川上（現三重県津市）出身。川上の生家には身禄の産湯があり子孫により石碑が建てられている。

## 生涯
元禄元年（1688年）に江戸で角行の四世（あるいは五世）弟子である富士行者月行劊忡に弟子入りし、油売りを営みながら修行を積んだ。身禄という名前は、釈迦が亡くなって56億7千万年後に出現して世直しをするという弥勒菩薩から取ったものであった。同時代の富士講指導者である村上光清が私財をなげうって荒廃していた北口本宮冨士浅間神社を復興させる大事業を行うなどして「大名光清」と呼ばれたのに対して、食行身禄は貧しい庶民に教線を広げ「乞食身禄」と呼ばれた。
享保18年（1733年）6月10日、63歳の時、駒込の自宅を出立して富士山七合五勺目（現在は吉田口八合目）にある烏帽子岩で断食行を行い、35日後にはそのまま入定した。
身禄の死後、枝講を認めていたこともあって、身禄の娘や門人によって次々と富士講は増え、｢江戸八百八講｣と呼ばれるまでになった。身禄は開祖角行とともに、富士講の信者の崇敬を集めた。身禄は救世主、教祖的な存在として、現世に不満を抱く人々から熱狂的に迎え入れられ、新宗教団体としての｢富士講｣が誕生することとなった。のちにはあちこちに富士塚と呼ばれる小型の富士山が築かれ、実際に富士山に登らなくても、富士登山の功徳が得られるとされたのであった。
身禄の教えを受け継いだ各派富士講の一つに、身禄の三女伊藤一行（お花）の系統を受け継いだ、武蔵国足立郡鳩ヶ谷（現埼玉県川口市）の小谷三志の不二道があり、教派神道の実行教となって今日に至っている。また、扶桑教、丸山教、各派富士講に身禄の教えは現在も受け継がれている。
東京都文京区の海蔵寺に墓所があり、区の指定文化財に指定されている。

## 身禄の教え
身禄は、呪術による加持祈祷を否定し、正直と慈悲をもって勤労に励むことを信仰の原点とした。また、米を真の菩薩と称し、最も大切にすべきものと説いた。陰陽思想から来る男女の和合や、身分差別を認めたうえでの四民（士農工商）の協調と和合、更には「世のおふりかわり」という世直しにつながる考えなど、封建社会を生きるうえでの独自の倫理観を持っていた。身禄の教えはその後の富士講の流行を生み、庶民が徒党を組むことを嫌った江戸幕府からたびたび禁止令を受けたが、その教えは江戸庶民の間に根強く広がった。